# Giaros
Giaros (en griego: Γυάρος) es una isla griega árida y despoblada en el norte de las Cícladas, cerca de la isla de Andros y de la de Tinos, que posee una superficie de 23 kilómetros cuadrados. Es una parte del municipio de Ano Syros, que se encuentra principalmente en la isla de Siros.
Esta y otras pequeñas islas del mar Egeo sirvieron como lugares de exilio para las personas importantes en el antiguo Imperio Romano. Su desolación era proverbial entre los autores romanos, como Tácito y Juvenal. Fue también un lugar de exilio para los disidentes políticos de izquierda en Grecia desde 1948 hasta 1974. Al menos 22.000 personas fueron exiliadas o encarceladas en la isla durante ese tiempo.